# Sestiere (urbanistica)

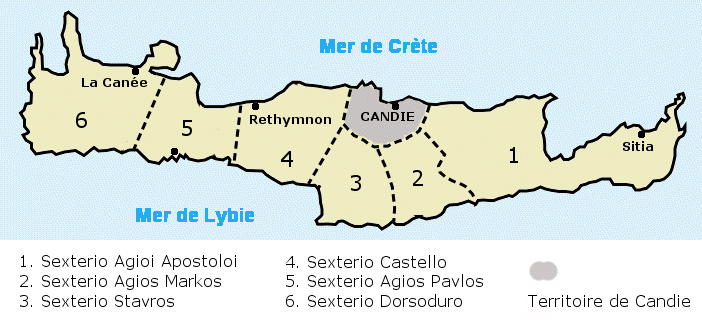
La suddivisione in sestieri della Creta veneziana

Il sestiere era anticamente la sesta parte della città, ovvero una delle sei frazioni nelle quali una città poteva essere suddivisa. Si ritrovano queste suddivisioni in diverse città: nell'area della Laguna veneta sono divise in sestieri Venezia, Burano e Pellestrina; in Liguria Genova, Rapallo, Lavagna e Ventimiglia; nell'Italia centrale Ascoli Piceno, Teramo e Sulmona. Anticamente erano divise in sestieri anche Firenze e Milano.
I sestieri di Creta erano invece una divisione territoriale dell'intera isola. Analogamente, era divisa in sestieri la signoria di Negroponte, ovvero l'isola di Eubea.